# Commission de la capitale nationale (Canada)

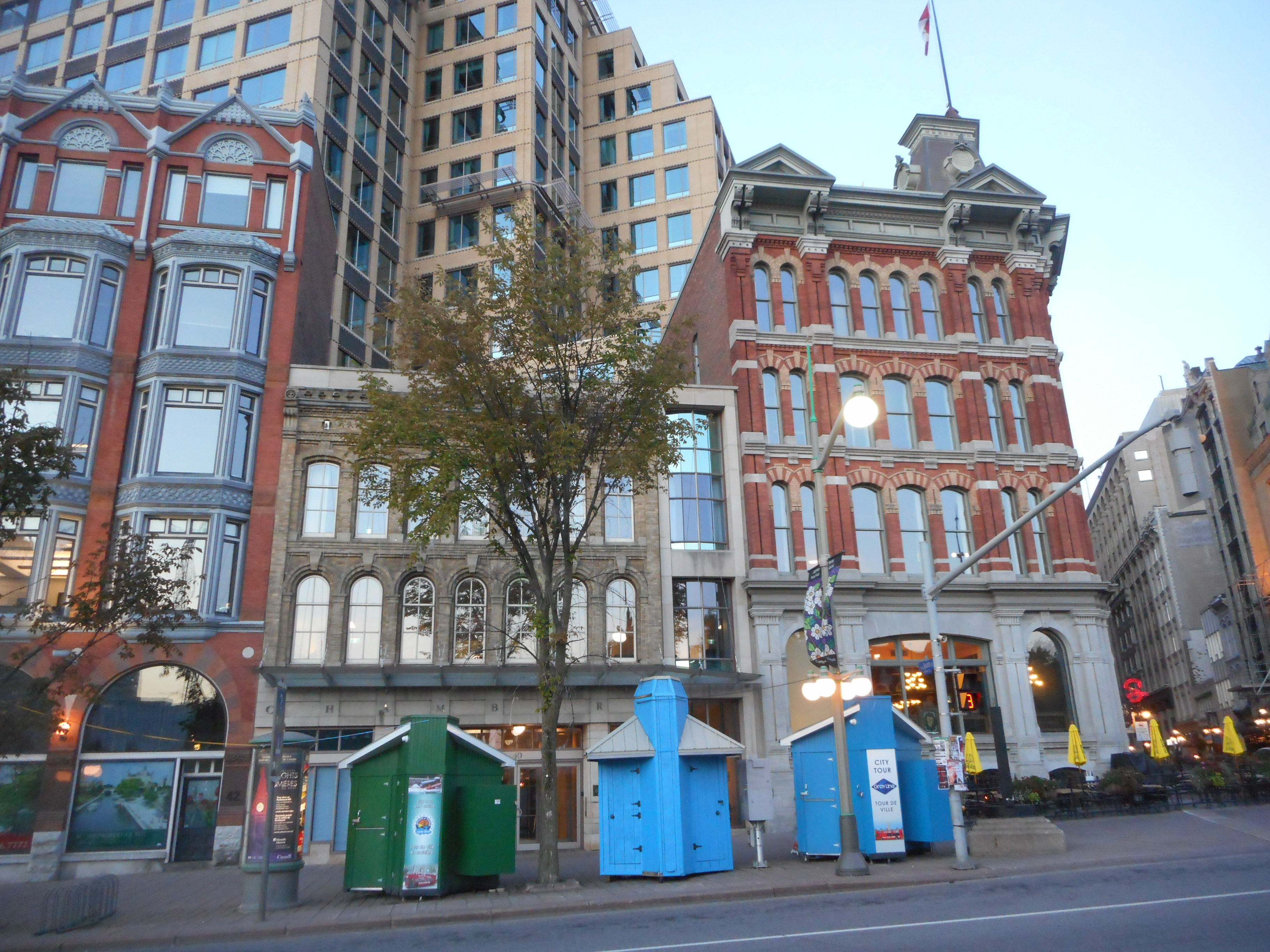
40 rue Elgin, Ottawa.

Cet article concerne la commission relevant du gouvernement fédéral canadien, en lien avec les villes d'Ottawa et de Gatineau. Pour la commission relevant du gouvernement du Québec, en lien avec la ville de Québec, voir Commission de la capitale nationale du Québec.

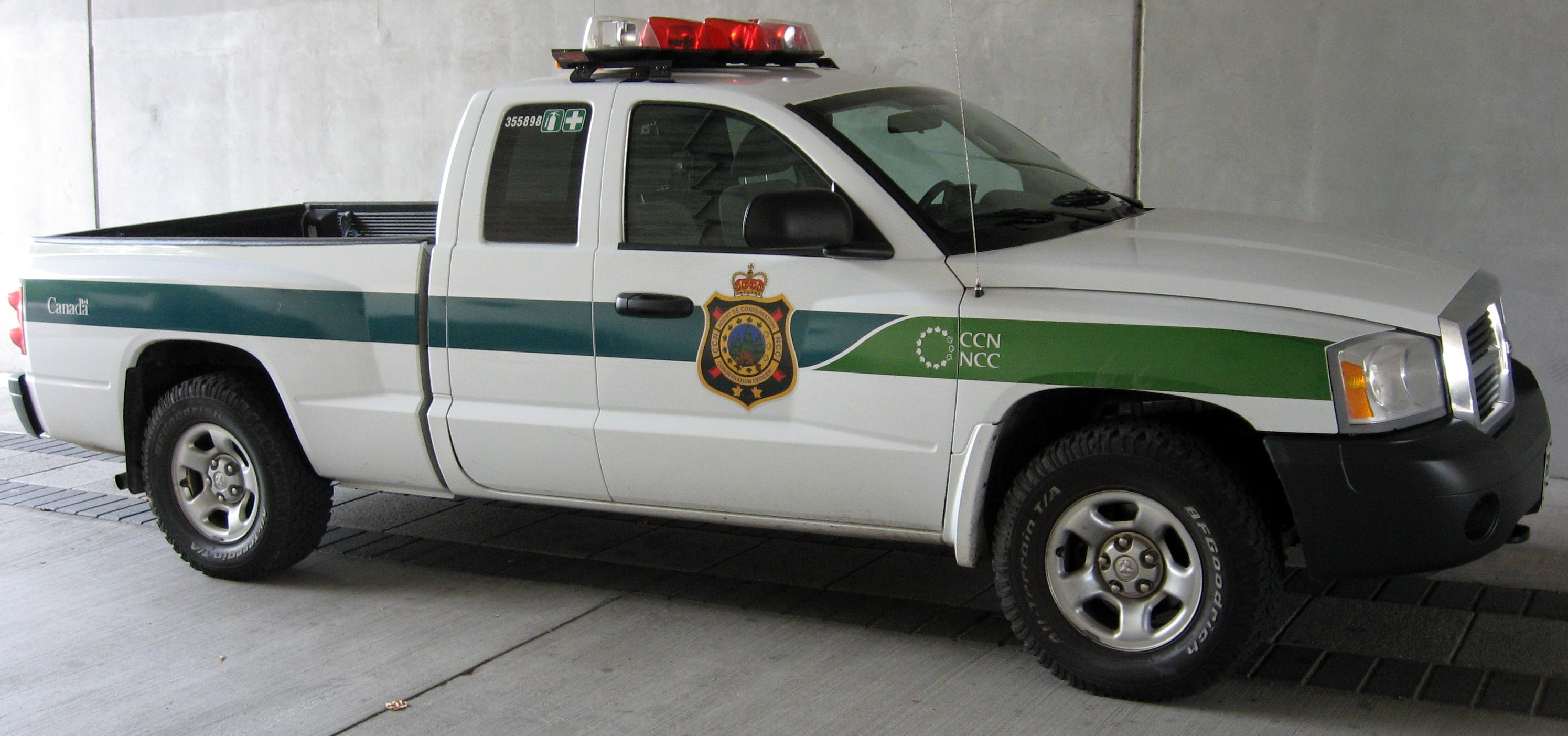
Camionnette conduite par les agents de conservation de la CCN

La Commission de la capitale nationale (CCN) (en anglais : National Capital Commission (NCC)) est la société de la Couronne canadienne qui est responsable de la planification de la région de la capitale du Canada et qui participe à son aménagement, à sa conservation et à son embellissement. Elle assure notamment l'administration d'un important nombre de terres et de propriétés appartenant à l'état fédéral dans la région de la capitale nationale, incluant celles situées dans les villes d'Ottawa (Ontario) et de Gatineau (Québec).

## Histoire
La Commission de la capitale nationale a été créée par le Parlement canadien en 1959 en vertu de la Loi sur la capitale nationale pour remplacer la Commission du district fédéral (1927-1958) et la Commission d'embellissement d'Ottawa (1899-1927).
À son arrivée au pouvoir en 2006, le gouvernement conservateur de Stephen Harper et son ministre des Transports, de l'Infrastructure et des Collectivités Lawrence Cannon ordonnent la révision du mandat de la CCN. Le rapport de la commission qui conduisait cette révision suggéra que la CCN aurait besoin de plus d'argent et que son administration devienne plus transparente.
Pour atteindre ce dernier objectif, la gouvernance de l'organisation a été modifiée. À l'occasion de la Loi fédérale sur la responsabilité (en), un amendement à la Loi sur la capitale nationale modifie le rôle du Président en le répartissant entre deux postes : le président et le premier dirigeant,. De plus, la CCN a également créé un bureau de l'ombudsman.

## Organisation

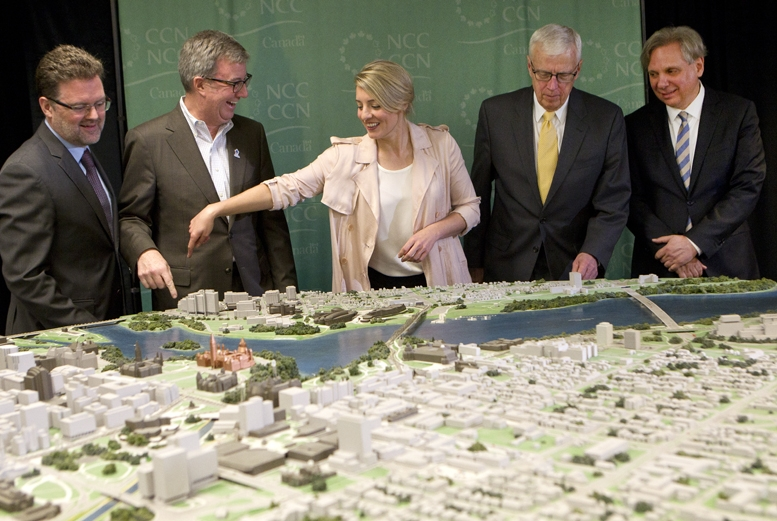
Le jour où les maires de Gatineau et d'Ottawa se sont joints au conseil d'administration de la CCN. De gauche à droite : Maxime Pedneau-Jobin (maire de Gatineau), Jim Watson (maire d'Ottawa), Mélanie Joly (ancienne ministre du Patrimoine), Russell Andrew Mills (ancien président de la CCN) et Mark Kristmanson (Premier dirigeant de la CCN).

La CCN rend des comptes au Parlement via le ministre du Patrimoine canadien. Son siège social est situé à Ottawa, dans l'Édifice Central, au 40, rue Elgin, entre les rues Queen et Sparks.
Le conseil d'administration (CA) de la CCN compte 15 membres, dont le président et le premier dirigeant. Son rôle est de surveiller la société d'État et de s'assurer qu'elle atteint ses objectifs stratégiques. Il se réunit au moins quatre fois par année.
Les membres du CA sont nommés par le ministre responsable de la CCN, avec l'approbation du gouverneur en conseil. Cinq sont de la région de la capitale nationale, huit représentent d'autres régions du pays. Le président et le premier dirigeant sont nommés par le gouverneur en conseil.
Depuis avril 2016, le maire de Gatineau et le maire d'Ottawa disposent d'un siège au conseil d'administration, sans droit de vote.

### Dirigeants

#### Présidents du conseil d'administration et premiers dirigeants (1959-2008)
- 1952-1959 : Major-général Howard Kennedy
- 1959-1961 : Alan K. Hay
- 1961-1967 : Lieutenant-général Samuel Findlay Clark
- 1967-1969 : A. John Frost
- 1969-1973 : Douglas H. Fullerton
- 1973-1976 : Edgar Gallant
- 1976-1977 : Pierre Juneau
- 1978-1985 : Charles Mills Drury
- 1985-1992 : Jean Elizabeth Morrison Pigott
- 1992-2006 : Marcel Beaudry

#### Présidents du conseil d'administration (depuis 2008)
- 2007-2017 : Russell Andrew Mills
- Depuis 2017 : Marc Seaman

#### Premiers dirigeants (depuis 2008)
- 2007-2007 : Micheline Dubé (par intérim)[12]
- 2008-2012 : Marie Lemay
- 2012-2014 : Jean-François Trépanier (par intérim)[13]
- 2014-2019 : Mark Kristmanson
- Depuis 2019 : Tobi Nussbaum[14],[15]

## Mission

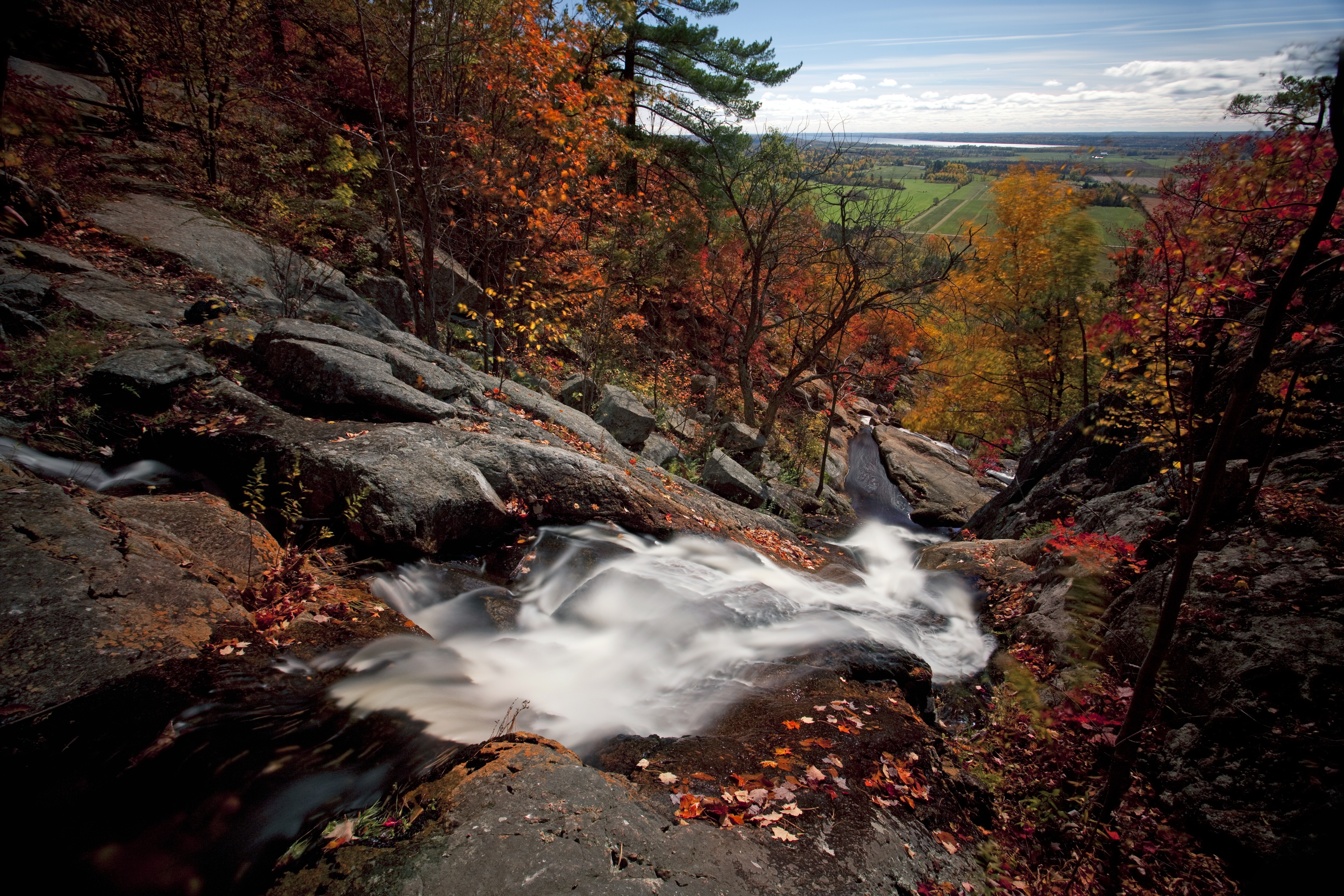
Les chutes de Luskville dans le Parc de la Gatineau à l'automne.

Sa mission est « d'établir des plans d'aménagement, de conservation et d'embellissement de la région de la capitale nationale et de concourir à la réalisation de ces trois buts, afin de doter le siège du gouvernement du Canada d'un cachet et d'un caractère dignes de son importance nationale. »,. Possédant et gérant 11 % de tous les terrains de la région, la CCN est le propriétaire foncier la plus important de la capitale. Ses actifs comptent :
- le parc de la Gatineau
- la Ceinture de verdure
- la patinoire du canal Rideau
- des parcs et terrains urbains (ex.: Parc Major's Hill, Parc Jacques-Cartier, Parc de la confédération)
- le sentier de la capitale
- des promenades panoramiques (promenade Sir John A. Macdonald, promenade Sir George-Étienne Cartie etc.)
- des biens immobiliers
- des édifices patrimoniaux
- des installations agricoles et de recherche
- et des monuments commémoratifs (monument national de l'Holocauste, monument de la Marine royale canadienne, etc.)

La CCN est la gardienne des six résidences officielles de la capitale : Rideau Hall, le 24, promenade Sussex, la résidence du lac Mousseau, Stornoway, la Ferme et le 7, Rideau Gate.
Elle est aussi responsable, avec ses partenaires, de la conservation, de l'évolution et de la gestion du boulevard de la Confédération, un parcours d'honneur et une voie de la découverte de la capitale. Le boulevard relie des attractions-clefs dans la région de la capitale nationale sur les deux rives de la rivière des Outaouais, soit à Ottawa et à Gatineau.
Le rôle de la CCN diffère du mandat des gouvernements municipaux qui, en vertu de législations provinciales, assurent la prestation de services à leurs résidents immédiats (maintien des routes, usines de traitement des eaux, gestion des déchets, transport en commun, etc.).
La Couronne canadienne est l'employeur et le propriétaire foncier le plus important dans les deux villes de la région. Elle a parfois été critiquée comme une organisation non démocratique gérée par des membres non élus. Cette opinion s'est cristallisée en 1998 quand la CCN proposa de détruire une large bande au centre-ville d'Ottawa pour construire un boulevard cérémonial le long de l'existante rue Metcalfe. Au cours des trente dernières années, plusieurs gouvernements du Québec ont également critiqué fortement les activités de la CCN. Ils argumentent que les affaires municipales sont exclusivement de juridiction provinciale dans la constitution du Canada. D'autres ont critiqué le groupe pour des décisions de planification perçues comme fausses ou mal jugées.